# (4739) Tomahrens
(4739) Tomahrens – planetoida z pasa głównego asteroid okrążająca Słońce w ciągu 4,54 lat w średniej odległości 2,74 j.a. Odkrył ją Edward Bowell 15 października 1985 roku w Stacji Anderson Mesa należącej do Lowell Observatory. Nazwa planetoidy pochodzi od Thomasa J. Ahrensa – profesora geofizyki na California Institute of Technology.